# Campo de le gate
Il campo de le gate è un piccolo campo nel sestiere di Castello a Venezia.
Il nome deriva dai delegati pontifici, che, fino a quando la Repubblica di Venezia non offrì a Pio IV l'attuale Palazzo della Nunziatura (o dei Nunzi Apostolici) già Gritti, venivano ospitati nel vicino palazzo del gran priorato dell'Ordine di Malta.

## Lapide a Ugo Foscolo
Una lapide ricorda il poeta Ugo Foscolo che qui risiedette insieme alla madre e alla sorella: